# É Amor Demais
"É Amor Demais" ou "Amor Demais" é uma canção da dupla sertaneja Edson & Hudson, Compositores:  (Henrique Marx, Renato Rossi, Edson)  lançada oficialmente no dia 2 de abril de 2005 como primeiro single do álbum Galera Coração. A canção foi uma das mais tocadas no ano de 2005, alcançando os primeiros lugares das principais rádios do Brasil.

## Desempenho nas paradas
O single estreou na parada musical brasileira no dia 5 de abril de 2005 (três dias após o seu lançamento), e alcançou a primeira posição das paradas.

### Posições
| País   | Parada         | Melhor posição |
| ------ | -------------- | -------------- |
| Brasil | Brasil Hot 100 | 1              |